# پکتولیت
پکتولیت  (به انگلیسی: Pectolite) با فرمول شیمیایی Ca2NaH[Si3O9] از مجموعه کانی هاست و از واژه پکتوس یونانی Pektos و Lithos گرفته شده‌است. محلول در HCl و در حرارت شعله به رنگ سبز در می‌آید. Na2O:۹٫۳۱٪ CaO:۳۳٫۶۸٪ SiO۲:۵۴٫۳۱٪ H2O:۲٫۷٪ برای اولین بار در چک اسلواکی کشف شد و از نظر شکل بلور: منشوری - خوشه جواهری - ماکله، رنگ: سفید - خاکستری روشن - صورتی - سبز روشن، شفافیت: غیر شفاف - نیمه شفاف، شکستگی: صدفی - نامنظم، جلا: شیشه‌ای - صدفی، رخ: کامل، سیستم تبلور: تری کلینیک و در رده‌بندی سیلیکات است همچنین خاصیت مغناطیسی ندارد و منشأ تشکیل آن هیدروترمال است.
همایند کانی‌شناسی (پارانژ) آن تغییر رنگ در برابر شعلهولاستونیت - زئولیت- زئولیت ها- کلسیت و غیره است
، از نظر ژیزمان بلوری - آگرگات توده‌ای - فشرده - شعاعی - رشته‌ای کمیاب است و بیشتر در ایتالیا، چک اسلواکی، یوگسلاوی، آمریکا یافت می‌شود.